# Starý Poddvorov
Starý Poddvorov (en allemand : Altpodworau) est une commune du district de Hodonín, dans la région de Moravie-du-Sud, en Tchéquie. Sa population s'élevait à 959 habitants en 2020.

## Géographie
Starý Poddvorov se trouve à 11 km à l'ouest-nord-ouest de Hodonín, à 45 km au sud-est de Brno et à 228 km au sud-est de Prague.
La commune est limitée par Mutěnice au nord, par Dolní Bojanovice à l'est, par Josefov au sud, et par Prušánky, Nový Poddvorov et Čejkovice à l'ouest.

## Histoire
La première mention écrite de la localité date de 1704.

## Jumelages
Starý Poddvorov fait partie de la Charte des Communes Rurales d'Europe qui comprend une entité par État membre de l’Union européenne soit 27 autres communes, :
- Hepstedt (Allemagne)
- Lassee (Autriche)
- Bièvre (Belgique)
- Slivo pole (Bulgarie)
- Léfkara (Chypre)
- Tisno (Croatie)
- Næstved (Danemark)
- Bienvenida (Espagne)
- Põlva (Estonie)
- Kannus (Finlande)
- Cissé (France)
- Kolindros (Grèce)
- Nagycenk (Hongrie)
- Cashel (Irlande)
- Bucine (Italie)
- Kandava (Lettonie)
- Žagarė (Lituanie)
- Troisvierges (Luxembourg)
- Nadur (Malte)
- Esch (Pays-Bas)
- Strzyżów (Pologne)
- Samuel (Portugal)
- Ibănești (Roumanie)
- Desborough (Royaume-Uni)
- Medzev (Slovaquie)
- Moravče (Slovénie)
- Ockelbo (Suède)